# Luc-André Marcel
 (février 2019).
Luc-André Marcel (né à Entrecasteaux le 26 février 1919 et mort le 8 avril 1992 à Saint-Thomas-de-Conac) est un compositeur et homme de lettres français.

## Biographie
Luc-André Marcel est né le 26 février 1919 à Entrecasteaux (Var), au sein d’une famille d’agriculteurs. Il a suivi des études au petit séminaire et arrêta ses études faute de moyens. Sa formation fut pour l’essentiel celle d’un autodidacte : son père, joueur de cornet à piston amateur, lui a prodigué les premiers éléments de solfège et pour le reste l’absence de piano dans le milieu familial l’a conduit à composer à la table dès son plus jeune âge. Lors d’un concert il fut remarqué par le critique musical Serge Moreux qui facilita son installation à Paris en lui proposant des travaux de secrétariat entre 1942 et 1950. Cette amitié avec Serge Moreux en lui ouvrant un grand nombre de portes va lui permettre de parfaire sa formation en travaillant avec le compositeur Louis Saguer qui lui dédicacera en 1943 une pièce intitulée Musique à trois.
Parallèlement à son activité musicale (plus de 130 œuvres musicales cf. infra), Luc-André Marcel a poursuivi une activité littéraire et poétique. Éditorialiste aux Cahiers du Sud, il y écrivit régulièrement des articles entre 1950 et 1966. Il est l’auteur d’un livre sur Bach, de différents essais sur la musique, de poèmes et de traductions de poèmes. Personnalité indépendante il a néanmoins pu compter sur un nombre certain d’amitiés en particulier celles du sculpteur Pierre Merlet, du directeur des Cahiers du Sud Jean Ballard, des compositeurs Pierre Ancelin, Jacques Bondon, Henri Dutilleux qui permit l’audition de ses œuvres à la radio, André Jolivet (qui fut avec Serge Moreux son parrain à la SACEM), Louis Saguer, des chefs d’orchestre Roger Delage (Collegium Musicum de Strasbourg), André Girard (orchestre de chambre de l'ORTF), des chefs de chœur René Alix, Jean-Paul Kréder, des pianistes France Clidat, Jacqueline Eymar, Françoise Petit, de l’altiste Serge Collot, du trompettiste Pierre Thibaud, du violoniste Rodrigue Milosi.
Nommé inspecteur de la musique par Marcel Landowski en 1973, il occupa ce poste jusqu’à sa retraite en 1984. Autodidacte et libre penseur, Luc-André Marcel a toujours évolué en marge de toute forme d’académisme et des courants prégnants de son époque comme le dodécaphonisme ou le sérialisme. Pour lui « la préoccupation de la forme se doit d’échapper à la sclérose des écoles ». Amoureux de toutes les musiques authentiquement populaires et du modalisme comme le montre entre autres son étude sur la musique classique de l’Inde publiée aux Cahiers du Sud et certains titres de ses partitions (Pantoums, Poèmes eskimos, L'Oiseau de Java, Luna di bali, Cahier de Malaisie, etc.). Luc-André Marcel a très tôt apprécié les poèmes et la musique des troubadours provençaux dont il maitrisait parfaitement la langue. Ses origines paysannes revendiquées et son goût de la forme l’ont évidemment rapproché de la musique de Béla Bartók qui fut, avec Claude Debussy, l’un de ses maîtres de prédilection. À une époque où les structures mêmes du langage ont fait l’objet d’un conflit clivant, Luc-André Marcel en conservant le goût de la forme « en vue de la poésie sonore qui est le but à atteindre » s’inscrit dans un courant de la musique vivante du XXe siècle dont l’idiome peut être aisément identifié.
Luc-André Marcel a vécu à partir des années 1950 à Paris XIIe, 19 avenue du Bel-Air, en compagnie de Susanne Deparday-Tessier, institutrice, avec qui il eut deux fils. À la mort de celle-ci en 1974 il vécut ensuite quelque temps à Bagnolet et termina son existence le 8 avril 1992 à Saint-Thomas-de-Conac en Charente-Maritime où il est enterré.

## Œuvre littéraire
Luc-André Marcel fut musicologue et poète. Il a publié en 1961 un ouvrage sur Bach aux éditions du Seuil (collection Solfèges) traduit en différentes langues. Il a écrit les Lettres d’un solitaire sur le sujet du concert (polyphonie), des essais sur Debussy, Schönberg, Bondon, Casanova, une étude sur la musique classique de l’Inde (revue Les Cahiers du Sud), ainsi que des critiques discographiques et des études pour l’Encyclopaedia Universalis. Il est l’auteur de différents poèmes (Les Mots provisoires édité aux Cahiers du Sud) d’anthologies (il a participé en particulier à un hommage à Saint-John Perse édité chez Gallimard), d’une tragédie (Hélène ou le Jeu troyen chez Richard Masse) et de traductions. Sa traduction des poèmes roumains de Tudor Arghezi a été éditée aux éditions Pierre Seghers en 1963 ; les poèmes de Grégoire de Narek et de l’ancienne poésie arménienne ont été publiés aux Cahiers du Sud en 1953 et réédités sous la forme de Choix de poèmes arméniens en 1980, avec l’adjonction de ses traductions de poèmes de D. Varoujan et Y. Tcharents, avec la collaboration de Garabed Poladian (Hamaskaïne W. Sethian Press).

## Œuvre musicale

### Œuvres éditées (éditions musicales Transatlantiques sauf indication contraire)
- Cantate des choses nues, Poème de Jean Tortel, pour soprano, contralto, baryton, chœurs, voix de femmes et orchestre à cordes.
- Suite de variations, pour ondes Martenot, piano et percussions.
- Danse de l'oiseau de Barbarie, pour ondes Martenot et piano.
- Concert pour deux pianos.
- Toccata (Improvisando & Percosso) pour piano seul.
- L'oiseau de Java, pour deux ondes Martenot.
- Cahier pour Luc-Henri : Les Exercices et les jeux, pièces progressives pour les enfants, piano seul.
- Cahier pour Pep : Les Exercices et les jeux, pièces progressives pour les enfants, piano seul.
- Sonate pour alto seul(G. Billaudot éd.).

### Œuvres déposées à la BnF
Don du 11 juillet 1997 de L-H Tessier à la BNF : cote VM FONDS 68 MRL (BnF-ADM-2009-081228-01 (p2) [8959]). Ce don comporte, entre autres, 43 œuvres pour piano solo ; 3 concertos pour piano ; des œuvres pour ondes Martenot ; 6 cantates et 25 œuvres vocales ; des concertos pour violon, violoncelle, trompette ; les Mythologies (cinq poèmes pour orchestre) ; les Lyres, poèmes pour différents instruments (trompette, hautbois, cor, flute, trombone, basson et tuba) et orchestre à cordes ; des œuvres pour trios, quatuors et pour orchestre à cordes; des ensembles pour instruments à vent et formations diverses ; des sonates pour instrument seul (alto, violon, violoncelle, trombone).

### Discographie
- Découverte du rythme par le jeu et l'expression corporelle. Vol. I et II : Suite de pièces brèves de Luc-André Marcel permettant aux enfants d'effectuer des exercices d'expression corporelle (danse, jeu mimé…) interprétées par le Quatuor Moderne de Paris ; Luc-André Marcel dir. (2 disques : 33 t, stéréo compat. ; 30 cm).
- Le secret de l’espadon (Les aventures de Blake et Mortimer) de Edgar P. Jacobs - Musique de Luc-André Marcel ; Pierre Chambon (le Récitant) - Jean Servais (Olrik) - Bruno Cremer (Mortimer) - Henri Guisol (Blake) et Henri Virlojeux (Nasir) ; Orchestre dir. Jacques Bondon (Philips, s.d.- 1 disque : 33 t ; 30 cm).

### Musique de film
- Véronique et le Chat (1964)., court-métrage réalisé par Pierre Jallaud et Sylvie Jallaud, avec Delphine Seyrig, musique de Luc-André Marcel.

### Musique de scène
- Les Choéphores d'Eschyle, cour d’honneur du Palais des Papes, 23 juillet 1950. Musique de Luc-André Marcel.
- La Tragédie de Macbeth de William Shakespeare, adaptation pour la radio par Claude Mourthé (1971). Musique Luc-André Marcel.
- Les Larmes de l’aveugle de René de Obaldia. Radiodiffusion le 10 octobre 1964 à l’ORTF dans le cadre de la série d’émissions de Lily Siou, « Carte Blanche Internationale », dans une réalisation de Claude Mourthé. Musique de Luc-André Marcel.

## Distinctions
- Chevalier des Arts et des Lettres le 26 février 1974.
- La médiathèque d'Entrecasteaux porte son nom.

## Sources
- interview de Luc-André Marcel par Florence Mothe portant sur les influences de l’auteur et l’importance de la forme dans son œuvre, diffusée le 23 février 1962. Document ORTF mis à disposition par l’INA.
- Émission de France Musique le 4 mars 1994 : Retrouvailles avec Luc-André Marcel, par M. Lovano et présentation de M. Godard. Document enregistré.
- Émission de France Culture le 23 février 1971 : Libre parcours récital. Texte de présentation de Luc-André Marcel de sa Suite à trois (pour violon, percussion et piano). Document ORTF mis à disposition par l’INA.
- Marcelle et Jean Ballard ou la beauté d’une aventure ; suivi d’un choix de lettres échangées entre Jean Ballard et L-A Marcel. Bibliothèque Municipale à Vocation Régionale (BMVR) de l’Alcazar à Marseille ; Fonds Jean Ballard/Cahiers du Sud [lire en ligne]
- Portrait de Serge Moreux par L-A Marcel et P. Merlet en préface de Poésies de Serge Moreux, s.l., 1965. Les lettres de Luc-André Marcel ont été déposées par Bernard Moreux avec le corpus complet des lettres des compositeurs reçues par Serge Moreux à la BnF.
- Lettres de Luc-André Marcel à Louis Saguer (ca 1947-1953)[1]